# Wessex Head Injury Matrix
Die Wessex Head Injury Matrix (WHIM) ist ein englischsprachiger neuropsychologischer Score zur Beurteilung von Patienten, die aus einem Koma erwachen, und von Patienten in vegetativen (vegetative state, Wachkoma, apallisches Syndrom) und minimal-responsiven (minimally conscious state, MCS) Zuständen.
Das 2000 an der Universität Southampton entwickelte System soll zur Überwachung der kognitiven Funktionen während der Rehabilitation nach einer schweren Hirnschädigung dienen.
Die Skala besteht aus einer Folge von maximal 62 Items (beobachtbaren Parametern) zu Kommunikationsfähigkeit, kognitiven Fähigkeiten und sozialer Interaktion. Die WHIM ist bei Patienten ab 16 Jahren anwendbar und kann von beliebig vielen Untersuchern über zeitlich nicht eingeschränkte Beobachtungsintervalle durchgeführt werden. Die Bearbeitung beginnt bei basalen Aufmerksamkeitshinweisen (Augen kurzzeitig geöffnet) und wird mit einem Haken bestätigt oder mit einem Kreuz als nicht vorhanden markiert. Nachdem 10 Kreuze in Folge gemacht wurden, wird die Untersuchung abgebrochen. Der WHIM-Wert ist die höchste Zahl der beobachteten Werte.
Außer dem "vorläufigen Bericht" der Entwickler gibt es bislang keine weitere Evaluation des kommerziell vertriebenen Systems.